# 富山県立南砺福野高等学校
富山県立南砺福野高等学校（とやまけんりつ なんとふくのこうとうがっこう、英: Toyama Prefectural Nanto Fukuno High School）は、富山県南砺市苗島にある公立の高等学校。通称は「福高（ふくこう）」。

## 概要
旧校舎の「巖浄閣」は国の重要文化財に指定されている。
- 校章の由来
三本のペン先は「文化」を意味して、ひたむきに真理を探究する学徒の使命を念じこのペン先を結ぶ山型は郷土の八乙女山と霊峰立山をかたどって「毅然たる不動の精神と質実剛健の気風」を象徴したものである。
- スクールモットー
「学び合い　高め合おう」

## 沿革
- 1894年（明治27年）- 10月29日[2]、この地に農学校を設立することを訴えた島巌（石川県議会議員）の遺言に基づき、富山県簡易農学校として発足する。
- 1898年（明治31年）3月 - 名称を富山県農学校に改める[2]。
- 1901年（明治34年）10月4日 - 名称を富山県立農学校に改める[2]。
- 1903年（明治36年）- 旧本館が完成する。
- 1921年（大正10年）4月1日 - 名称を富山県立福野農学校に改める[3]。
- 1948年（昭和23年）- 名称を富山県立福野高等学校に改める。
- 1956年（昭和31年）4月 - 北山田分校と太美分校が、富山県立福野高等学校福光分校として統合される[4]。
- 1968年（昭和43年）- 移築と修復工事を終えた旧本館は吉田県知事により「巖浄閣」と命名される。
- 1988年（昭和63年）- ライブラリーセンター「啓明館」竣工。
- 1990年（平成2年）‐ 制服モデルチェンジ。男子は学生服からブレザーに変更されるとともに、女子の制服も全面改良された。
- 1994年（平成6年）- 「東雲ホール」竣工。
- 1995年（平成7年）- 分校の名称が、富山県立福野高等学校平分校から富山県立平高等学校に変更となった。
- 1997年（平成9年）- 「巖浄閣」が重要文化財に指定される。
- 2010年（平成22年）- 富山県立南砺総合高等学校井波高等学校と統合。福祉科を設置。また、この年の新入生より制服がモデルチェンジした。
- 2020年（令和2年）- 富山県立南砺福光高校と統合。国際科を設置。また、この年の新入生より制服が一部モデルチェンジした。

## 設置学科
- 普通科（2年次より文理選択、探求コース選択）

大学進学を目指す生徒が主に集まる。国公立大、私立大のどちらに進学する生徒も多く、旧帝大や有名私大にも多く進学する。他にも専門学校や短期大学に進学する生徒もおり、進学の選択肢の幅が広い。
- 農業環境科（野菜・草花・造園土木コース）

もともと農学校だったこともあり、学校内に水田や温室栽培用のビニールハウス、学外に北山田農場があるなど、農業教育に十分な施設を備える。富山県農業技術検定、日本農業技術検定、小型車両系建設機械講習、危険物取扱者などの資格を取得できる。
- 福祉科

国家資格である介護福祉士の資格取得を目指す。
- 国際科（2年次より文理選択）

一年次5月に福島県のブリティッシュ・ヒルズへ2泊3日、二年次にオーストラリアへ10日間の語学研修を行う。本格的な語学教育に加え、アジアや欧米の異文化理解、異文化交流のカリキュラムも組まれており、総合的に国際的な力を養うことができる。

## 学内クラブ
- 農業クラブ

通称「農ク」。農業環境科の全生徒が所属し、定期的に研究発表などを行う。会長選挙によって、役員が選ばれる。Ⅰ類、Ⅱ類、Ⅲ類の研究分野があり、各分野の優秀生徒数名は日本学校農業クラブの県大会に出場する。過去には全国大会金賞を受賞した生徒もいる。
- インターアクトクラブ [Internatinal Action Club]

2022年（令和4年）度より福光高校から引き継いだ、ボランティアや国際交流などを行うクラブである。国際科の生徒によって構成されており、スポンサーは南砺ロータリークラブである。
- 家庭クラブ

全校生徒から募集され、不定期に活動する。主な活動はクッションを作り、地域の施設や駅に配布することである。

## 学生生活
通常、始業は8時39分、授業時間は46分間である。平日は7コマの授業を受ける。土曜日には志学会が行われることがあり、普通科と国際科は主要教科の強化や問題演習を、農業環境科と福祉科は進学や就職に向けた演習をする。いずれも進路実現のための活動である。
部活動は7限終了後に行われる。ほとんどの生徒が部活動に所属している。

### 年間行事
- 校歌応援歌練習会
入学して間もなく2、3日連続で朝7時から1年生全員と2、3年の指導員が体育館に集まり、校歌、応援歌、エール等の練習を行う。福野高校の伝統的な行事の一つである。練習した校歌応援歌等は体育大会や部活動応援などで生かされる。
- 体育大会
毎年6月に行われる。
- 研修旅行
2年生を対象とするものである。普通科は7月に国内、農業環境科は12月に海外、福祉科は12月に国内へ向けて研修旅行を行う。
- 球技大会
- 文化展
毎年9月に行われる。3年に一度開催が二日間になり、「福高展」という名称になる。最近の福高展は2020年度(新型コロナウイルス感染症の影響で1日開催)。
- 芸術鑑賞会
地元の劇場ヘリオスにて、演劇等を鑑賞する。
- 寒稽古、納会
1月に行われる。全生徒が柔道、剣道、ダンスのいずれかを選択し、朝早い時間から稽古を行う（寒稽古）。納会は全日使って行われ、各学年で優勝（団体）を決める。福野高校の冬の風物詩である。

## 施設
- 巖浄閣(旧校舎)
旧制富山県立農学校の本館。当時は現在の1号館辺りにあったが、役目を終えた後、現在の位置に曳家された。現在内部の一部が一般公開されており、高校事務室に申し出て見学することもできる。不定期に美術や書道などの展示が行われる。
- 創立90周年記念・志学館(宿泊施設)
二階建て、部活動の合宿などに使われる。
- ライブラリーセンター・啓明館(図書館)
多くの本が所蔵されており、学習スペースもある。
- 創立100周年記念・東雲ホール
創立100周年を記念して1994年に建てられた。二階には同窓会事務所がある。学年集会や講演会などに使われる。
- 創立70周年記念館
1階は食堂、2階は吹奏楽部の部室として利用されている。
- 武道場
2020年（令和2年）改修工事竣工、柔道場と剣道場が一面ずつある。トレーニング室としても利用されている。
- 第一体育館
一階建て。
- 第二体育館
2階建て。1階はピロティ、2階は体育館。
- グラウンド
- テニスコート

グラウンドの南西寄りに位置し、3面のコートがある。
- 緑地工学科棟
- 複合教育棟
2021年（令和3年）新設、食品加工実習室、入浴実習室、ライフル射撃場がある。
- 北山田農場
学校から離れた南砺市鍛治にある。1939年（昭和14年）に開拓が始まり、かつての農業土木科、畜産科が専門的な実習を行った。牛も飼われていた。現在は農業環境科が農場として利用している。

## 部活動

### 運動部
- 野球部
  - 全国高等学校野球選手権大会出場1回（2009年夏〈第91回〉）。
  - 同年（平成21年）7月、富山大会で初優勝し、春夏通じて初めての、また砺波地区では31年ぶりの甲子園出場を決めた。
  - 同年8月11日の第3試合に奈良県代表の天理高等学校と対戦したが、1-15で完敗。甲子園初勝利はならなかった。
- ソフトボール部（女子）
- サッカー部（男子）
- ソフトテニス部（男・女）
  - 2017年（平成29年）の全国高等学校総合体育大会に個人で2ペア出場
- 陸上競技部
- スキー部
- バスケットボール部（男・女）
- バドミントン部（男・女）
- バレーボール部（男・女）
  - 男子：全日本バレーボール高等学校選手権大会出場1回（第66回大会）。
  - 全国高等学校総合体育大会出場2回の強豪である。
- 卓球部（男・女）
- 柔道部
- 剣道部
- なぎなた部
- 山岳部
- 水泳部
- ライフル射撃部

### 文化部
- 演劇部
- 写真部
- 合唱部
- 美術部
- 理化地学部
- 吹奏楽部
- ユネスコ部
- クッキング部
- 茶道部
- 書道部
- 文芸部

### 生徒会
- 新聞局

定期的に「福高新聞」を刊行。またイベントごとに号外も出る。なお、福高新聞は富山県の高校新聞の中で最も歴史が古い。
- 放送局

2017年（平成29年）度 第64回全国NHK杯放送コンテストにて、創作ラジオドラマ部門で、全国優勝を果たしている。

### 同好会
- ESS同好会

「ESS」は、English Speaking Societyの略。

## 校歌・応援歌など
- 校歌

現在の校歌。作詞は土岐善麿、作曲は池内友次郎。
- 第一応援歌
- 第二応援歌
- 友情の歌
旧井波高校の校歌。
- 富山県立農学校校歌
戦前使用されていた校歌。戦後の新たな学制発布に伴って現在のものになった。六番まである。巖浄閣前の石板に歌詞が記されている。

## 出身者
- 稲塚権次郎（農学者、富山県立農学校卒）
- 高島裕（歌人）
- 安丸良夫（歴史学者、一橋大学名誉教授）
- 中田節也（火山学者、東京大学名誉教授）
- 越村勲（歴史学者、元東京造形大学副学長、元東欧史研究会委員長）
- 山崎光悦（工学者、第11代金沢大学学長、国立大学協会副会長）
- 藤井昭夫（日本大学教授、元総務省人事・恩給局長）
- 富田勝郎（医学者、整形外科医。金沢大学名誉教授）
- 庵栄伸（北陸銀行頭取兼ほくほくフィナンシャルグループ社長）
- 高田浩（サミット元社長）
- 山村美樹（元北日本放送アナウンサー）
- 三都井美衣（元富山テレビ放送アナウンサー）
- 鍋田恭子（フリーアナウンサー）
- 河合常則（参議院議員、元富山県議会議長）
- 武田慎一（富山県議会議員）
- 大家健（プロレスラー）
- 柴田巧（参議院議員）
- 湊谷弘（柔道家）
- タカハタ秀太（映画監督・テレビディレクター）
- たつろう（お笑い芸人）
- 中島銀兵（元日本テレビプロデューサー）
- 高田晋作（Vleague Division 2.3 千葉ZELVA所属 Vリーガー）

## アクセス
- JR城端線福野駅 徒歩5分
- 加越能バス「福野高校前」停留所